# 黃登雲
黄登云，字明珠，直隶宁晋县（今河北省邢台市宁晋县）唐邱乡南马庄村人。清末軍事將領。

## 生平
光緒二年（1876年）丙子恩科三甲第六十名武進士。以衛所守備用。

## 軼事
民间传说黄登云自幼力大无穷，喜欢武术，膂力过人，几百斤的硬弓也能轻易拉开。参加科考时，有过力举石牛的举动，曾在京城引起轰动，他却也因此体力受损。他幼年喜食蚂蚁，常将油饼放在蚂蚁多的地方，待蚂蚁爬满后再吃。他生前使用的大刀有一百多斤重。
- 赶考趣事
  - 拉弓  同科赶考的举子，得知黄登云力大无穷，要试一试，特找到一张硬弓，一般人拉不开，放在黄登云住宿的旅店门口进行挑衅，声言，如果将弓送回，必须三步拉一次，可是黄登云送回硬弓时，走一步拉开三次，最后送到门口时，一用力将硬弓拉断，摔到地上。
  - 力举石牛  赶考的举子知道黄登云技艺超群，怕他夺走武状元，想办法要压制他，附近有一个石牛，石牛有一个石座，埋在地下，这些举子将石牛周围浇了许多水，由于是冬天，石牛就和地冻在了一起；这些举子，办了酒席，请黄登云入席，席间都夸黄登云臂力大，武艺高，这次科考，状元非他莫属，酒过三巡，这些举子请他，施展武艺，力举石牛，黄登云艺高人胆大，跟着这伙人来到石牛跟前，他在石牛前左转右转，第一次用力，石牛纹丝不动，可他，借着酒力，硬是不服输，第二次，他用尽浑身的力气，终于将石牛连带的冻土举了起来，赢得了阵阵喝彩，可他回到旅店，累的吐了口鲜血，体力也极差，考取武状元也因此受到影响。[來源請求]